# リチャード・L・ティアニー
リチャード・ルイス・ティアニー(Richard Louis Tierney、1936年8月7日～2022年2月1日)は、アメリカ合衆国の作家・詩人。
アイオワ州出身。
ハワード・フィリップス・ラヴクラフトの研究家。アーカムハウスのオーガスト・ダーレスやドナルド・ワンドレイと親交があった。また、ロバート・E・ハワードが遺した断片をクトゥルフ神話小説化する作業も行っており、その過程で『レッドソニア』が生まれ、1985年に映画化されてヒット作品となった。
ティアニーのクトゥルフ神話は、旧神を悪とみなし、旧支配者が反逆したという、グノーシスの構図で描かれている。
日本では詩が『エイボンの書』に収録されている。